# لونشيري (جبل)
 لونشيري هو جبل يقع في بلدية غيروكاستر، في جنوب ألبانيا. يصل ارتفاعها إلى 2155 مترًا (7070 قدمًا). 

## الجيولوجيا
يتكون الجبل في المقام الأول من الحجر الجيري مع بعض الصخور الرسوبية، مما يخلق بنية مائلة تشكلت بفعل القوى التكتونية. والتلال التي تقسم حوض المياه مسطحة ولكنها تظهر ظواهر الكارست. والمنحدر الغربي، الذي ينحدر نحو وادي درينو، أكثر هدوءًا واتساعًا، ويضم العديد من ينابيع الكارست، وخاصة بالقرب من الكسور التكتونية. وتتدفق العديد من الجداول ذات القوة التآكلية الكبيرة أسفل هذا المنحدر، بما في ذلك نهر نيفيكا وكذلك جداول دوكسات، وكيستورات، وترانوشيشتي، وكاري. والمنحدر الشرقي أكثر انحدارًا، مع تدفق أقل للمياه السطحية ودليل على نشاط جليدي في العصر الرباعي.

## التنوع الحيوي
الغابات نادرة، حيث تعد أشجار القيقب والرماد والحفش والزان والتنوب الأنواع الرئيسية للأشجار. كما تضم المنطقة مراعي صيفية ونباتات طبية.
على طول المنحدر الغربي، يمكن العثور على العديد من المستوطنات التي تسكن ارتفاعات تصل إلى 900 متر (3000 قدم).